# Jan Koszalski
Jan Koszalski (ur. 4 grudnia 1936 w Jastrzębowie, zm. 6 sierpnia 2013 w Trzemesznie) – polski ślusarz, poseł na Sejm PRL VII kadencji.

## Życiorys
Syn Piotra i Wiktorii. Uzyskał wykształcenie podstawowe. Pracował jako ślusarz samochodowy w Państwowej Komunikacji Samochodowej Inowrocław, a od 1968 jako brygadzista w Pomorskich Zakładach Materiałów Izolacyjnych „Izopol” w Trzemesznie. W 1976 uzyskał mandat posła na Sejm PRL VII kadencji w okręgu Inowrocław. Zasiadał w Komisji Handlu Wewnętrznego, Drobnej Wytwórczości i Usług i Komisji Przemysłu Ciężkiego, Maszynowego i Hutnictwa. Pochowany na cmentarzu parafialnym w Trzemesznie.